# 箱根町立湯本小学校
箱根町立湯本小学校（はこねちょうりつ ゆもとしょうがっこう）は、神奈川県足柄下郡箱根町湯本にある公立小学校。

## 沿革
- 1872年（明治5年）5月 - 後北条氏の菩提寺早雲寺を仮校舎として開校[1]。
- 1873年（明治6年）
  - 4月 - 湯本村字下宿に移転[1]。
  - 6月 - 「第一大学区・第二十八中学区・第五十三小学校区・湯本学校」になる[1]。
- 1888年（明治21年）
  - 4月 - 湯本村字仲宿475に校舎を新築[1]。
  - 11月 - 開校[1]。
- 1889年（明治22年）4月 - 「尋常湯本小学校」に改称[1]。
- 1905年（明治38年）5月 - 高等科を併置し、「尋常高等湯本小学校」に改称[1]。
- 1906年（明治39年）12月 - 湯本町仲宿487を校地とし着工、翌年5月に移転[1]。
- 1908年（明治41年）3月 - 校章を制定[1]。
- 1923年（大正12年）4月 - 「湯本尋常高等小学校」に改称[1]。
- 1937年（昭和12年）11月 - 現在地に移転[1]。
- 1941年（昭和16年）4月 - 国民学校令により、「湯本国民学校」に改称[1]。
- 1947年（昭和22年）4月 - 学制改革により、「湯本町立湯本小学校」に改称[1]。
- 1949年（昭和24年）11月 - 校章を現在のものに変更[1]。
- 1956年（昭和31年）10月 - 町村合併により、「箱根町立湯本小学校」に改称[1]。
- 1961年（昭和36年）4月 - 「須雲川小学校」を統合し、「箱根町立湯本小学校・畑宿分校」と改称[1]。
- 1962年（昭和37年）9月 - 畑宿分校を廃止し、本校に統合（児童31名編入）[1]。
- 1972年（昭和47年）10月 - 開校100周年記念式典を挙行[1]。
- 1976年（昭和51年）8月 - 新校舎竣工[1]。
- 1977年（昭和52年） - プール棟完成[2]。
- 1995年（平成7年） - 校舎耐震改修工事実施[2]。
- 2013年（平成25年） - バリアフリー施設整備、化槽施設補修、消防用設備整備、特別支援学級仕切り壁設置の各工事実施[2]。
- 2014年（平成26年） - 教室LED照明交換工事実施[2]。
- 2015年（平成27年） - 消防設備整備工事と給食室塔屋防水塗装工事実施[2]。
- 2016年（平成28年） - 電気設備、屋根防水補修、機械設備、進入路改修の各工事実施[2]。
- 2017年（平成29年） - 屋根防水補修、消防設備整備、給食室給水管改修、図書室エアコン設置、屋上防水補修と体育館内壁補修の各工事を実施[2]。
- 2022年（令和4年）11月24日 - 開校150年記念式典挙行[3]。

## 学校教育目標
出典
- 郷土を愛し、学ぶ意欲をもち、心豊かで、たくましく生きる児童の育成

## 通学区域
出典
- 湯本
- 湯本茶屋
- 須雲川
- 畑宿
- 塔之澤大平台

## 進学先中学校
公立中学校に進学する場合
- 箱根町立箱根中学校

## アクセス
- 箱根登山バスK路線・箱根旧街道線で、「早雲公園前」バス停下車後、すぐ近く。
  - なお、学校ホームページ内のアクセス情報には、路線バスでのアクセスについて、記載は無い。
- 小田急箱根鉄道線（箱根登山電車）箱根湯本駅から、
  - 上述の箱根登山バス箱根旧街道線に乗車し、「早雲公園前」バス停下車。
  - 徒歩で、約925メートル・約14分。
    - なお、直線距離では学校敷地から駅まで約300メートルと近いが、道路と校門との位置関係で、大きく遠廻りとなる。

## 学校周辺
ほぼ箱根町中心部に位置する
- 箱根町立湯本幼稚園 - 同一敷地内で、かつ進学前幼稚園。
- 早雲公園
- 早雲寺 - 町道をはさんで、敷地が隣接。
- 湯本仲町集会所 - 町道をはさんで、敷地が隣接。
- 神奈川県道732号湯本元箱根線
- 白山神社
- 箱根湯本延命地蔵尊
- 箱根町役場
- ファミリーマート箱根湯本店
- 箱根湯本郵便局
- 早川
- 湯本富士屋ホテル - 直線距離では近いが、早雲公園を横切る道路が無いため、大きく遠廻りとなる。
- また、場所柄、湯本富士屋ホテル以外のホテルや旅館なども点在する。